# Brian Hallisay
Brian Hallisay (* 31. Oktober 1978 in Washington, D.C.) ist ein US-amerikanischer Schauspieler.

## Leben
Brian Hallisay schloss 1996 im Alter von 18 Jahren die Gonzaga College High School in Washington, D.C. ab. Er studierte an der Cornell University in Ithaca, welche er 2000 abschloss.
Seine erste Serienrolle hatte Brian Hallisay 2005 in einer Folge der Serie The Inside. In den folgenden drei Jahren hatte er Gastrollen in Strong Medicine: Zwei Ärztinnen wie Feuer und Eis, Without a Trace – Spurlos verschwunden, Cold Case – Kein Opfer ist je vergessen, CSI: NY, Bones – Die Knochenjägerin, Bionic Woman und Medium – Nichts bleibt verborgen inne. Seine erste Hauptrolle war die des Will Davis in der zwischen 2008 und 2009 auf The CW ausgestrahlten Serie Privileged neben Joanna García. Nach Auftritten in Eastwick und Rizzoli & Isles hatte er 2011 eine Hauptrolle im Splatterfilm Hostel 3. Seine nächste Hauptrolle war die des Kyle Parks in der Lifetime-Serie The Client List. Dort verkörperte er den Exmann von Jennifer Love Hewitts Figur Riley Parks. Seit 2014 ist er als wiederkehrender Darsteller in der Serie Mistresses zu sehen. Im Juli 2014 wurde er für eine wiederkehrende Rolle für die vierte Staffel der ABC-Serie Revenge verpflichtet, welche später zu einer Hauptrolle ausgebaut wurde.
Während der Dreharbeiten zur Serie The Client List traf Hallisay Jennifer Love Hewitt wieder, mit der er bereits in der Serie Love Bites zusammengearbeitet hatte. Im Juni 2013 wurde die Verlobung des Paares bekannt. Die Hochzeit fand später an einem nicht bekannten Datum statt. Im November 2013 wurden die beiden Eltern eines Mädchens, ehe im Juni 2015 der gemeinsame Sohn zur Welt kam. Am 9. September 2021 bekamen sie ein weiteres Kind.

## Filmografie (Auswahl)
- 2006: The Inside (Fernsehserie, Folge 1x09)
- 2005: Strong Medicine: Zwei Ärztinnen wie Feuer und Eis (Strong Medicine, Fernsehserie, Folge 6x14)
- 2006: Without a Trace – Spurlos verschwunden (Without a Trace, Fernsehserie, Folge 5x08)
- 2006: Cold Case – Kein Opfer ist je vergessen (Cold Case, Fernsehserie, Folge 4x10)
- 2007: CSI: NY (Fernsehserie, Folge 3x16)
- 2007: Bones – Die Knochenjägerin (Bones, Fernsehserie, Folge 2x20)
- 2007: Bionic Woman (Fernsehserie, Folge 1x04)
- 2008: Medium – Nichts bleibt verborgen (Medium, Fernsehserie, Folge 4x11)
- 2008–2009: Privileged (Fernsehserie, 18 Folgen)
- 2009: Eastwick (Fernsehserie, Folge 1x04)
- 2010: Hollywood Is Like High School with Money (Fernsehserie, 5 Folgen)
- 2011: Rizzoli & Isles (Fernsehserie, Folge 2x08)
- 2011: Hostel 3 (Hostel: Part III)
- 2012: Ringer (Fernsehserie, 2 Folgen)
- 2012–2013: The Client List (Fernsehserie, 22 Folgen)
- 2013: Body of Proof (Fernsehserie, Folge 3x03)
- 2014: Mistresses (Fernsehserie, 4 Folgen)
- 2014: Jessabelle – Die Vorhersehung (Jessabelle)
- 2014: American Sniper
- 2014–2015: Revenge (Fernsehserie, 23 Folgen)
- 2016: Major Crimes (Fernsehserie, Folge 5x02)
- 2016: Code Black (Fernsehserie, Folge 2x05)
- 2018: Navy CIS (NCIS, Fernsehserie, Folge 15x12)
- 2018–2019, 2023: 9-1-1: Notruf L.A. (9-1-1, Fernsehserie, 5 Folgen)
- 2019: Suits (Folge 9x04)